# Sung Hyun-ah
Sung Hyun-ah (성현아?; 23 luglio 1975) è un'attrice e modella sudcoreana.

## Biografia
Sung Hyun-ah nacque il 23 luglio del 1975, figlia del direttore di una grande azienda che però fallì quando lei frequentava il primo anno della scuola media. Divenuta una modella, partecipò a Miss Corea 1994, dove riuscì ad accedere alla finale e a classificarsi tra le quattro "Mi" (미?). Questo risultato le permise di rappresentare la Corea del Sud a Miss International 1994, dove arrivò in semifinale e vinse il titolo di Miss Photogenic. In seguito abbandonò la carriera da modella per dedicarsi alla recitazione, comparendo in vari drama coreani e film.

## Vita privata
Nel 2002 venne arrestata per possesso di ecstasy.
Sposò l'imprenditore Heo Eun-gyo il 9 dicembre 2007 in una cerimonia privata. Nel 2010 divorziò e pochi mesi dopo sposò un altro imprenditore, Choi Mo. I due ebbero un figlio nell'agosto del 2012 ma pochi giorni dopo il parto si separarono a causa dei problemi finanziari di lui. Nel dicembre 2013 venne accusata di essersi prostituita per aver accettato 50 milioni di won da un imprenditore in cambio di rapporti sessuali, ma fu assolta da ogni accusa nel 2016. Con il marito, aveva iniziato a preparare la procedura di divorzio, ma Choi Mo, ricercato con l'accusa di appropriazione indebita, si suicidò nel 2017.

## Filmografia

### Cinema
- Boss sangryuk jakjeon (보스 상륙 작전?), regia di Kim Seong-deok (2002)
- Jugeullae sallae (주글래 살래?), regia di Kim Du-yeong (2003)
- Yeojaneun namja-ui miraeda (여자는 남자의 미래다?), regia di Hong Sang-soo (2004)
- Juhong geulssi (주홍글씨?), regia di Byeon Hyeok (2004)
- Cello - Hong Miju ilga sar-insageon (첼로 홍미주 일가 살인사건?), regia di Lee Woo-chul (2005)
- Ae-in (애인?), regia di Kim Tae-eun (2005)
- Sonnim-eun wang-ida (손님은 왕이다?), regia di Oh Ki-hyun (2006)
- Time (시간?, SiganLR), regia di Kim Ki-duk (2006)
- Il prigioniero coreano (그물?, GeumulLR), regia di Kim Ki-duk - cameo (2016)

### Televisione
- LA Arirang (LA아리랑?) - serie TV (1995-2000)
- Nunmur-i bo-ilkkabwa (눈물이 보일까봐?) - serie TV (1999)
- Heo Jun (허준?) - serie TV (1999-2000)
- Eoneunal gapjagi (어느날 갑자기?) - serie TV (2006)
- Nappeun yeoja chakhan yeoja (나쁜 여자 착한 여자?) - serie TV (2007)
- Yi San (이산?) - serie TV (2007-2008)
- Jamyeonggo (자명고?) - serie TV (2009)
- Yongmang-ui bulkkot (욕망의 불꽃?) - serie TV (2010-2011)
- Pado-ya pado-ya (파도야 파도야?) - serie TV (2018)

## Riconoscimenti
- 2011 – Miglior attrice al Malaga International Fantastic Film Festival per Cello – Hong Miju ilga sar-insageon[13]